# Christian Frese
Christian Frese var en målare verksam i Reval omkring 1600.
Enligt hertig Karl räkenskaper fick Frese den 22 juni och den 5 november 1601 betalning för arbeten utförda för hertiginnan Kristina. I början av 1602 skriver hertiginnan Kristina till ståthållaren i Reval en förfrågan om några porträtt av hertigen och sonen Gustav som påbörjats under deras besök där. Hon får svaret att målningarna ännu ej var färdiga eftersom konterfejaren inte visste vilken klädsel de ville visa på verken. På hösten ville hertiginnan ha över konterfejaren till Stockholm medförande de porträtt han målat. Av målningarna finns idag inga spår.